# Прем'єр-ліга (Гонконг)
Прем'єр-ліга Гонконгу (кит.: 香港超級聯賽) — найвищий футбольний турнір Гонконгу, заснований 2014 року. Проводиться під егідою Футбольної асоціації Гонконгу.

## Історія
7 лютого 2013 року Гонконгська футбольна асоціація заявила, що нова Прем'єр-ліга розпочнеться восени 2014 року, тому було запропоновано, щоб сезон 201/14 років стане перехідним. В результаті Перший дивізіон чемпіонату Гонконгу 2013/14 став останнім сезоном Першого дивізіону, який мав статус найвищого дивізіону в системі ліг Гонконгу.
Клуби, які вже перебували у вищому дивізіоні, спочатку негативно відреагували на очікувані підвищені експлуатаційні витрати, пов'язані з участю в професійній лізі, зокрема, деякі клуби відчували, що старий Перший дивізіон мало чим відрізняється від нової Прем'єр-ліги. П'ять клубів — «Сітізен», «Саутерн Дістрікт», «Сань Хей», «Хеппі Веллі» і «Туен Мун СА», урешті-решт вирішили вступити до нової ліги, що викликало побоювання щодо старту нового турніру, оскільки мінімум 8 команд має бути у змаганні. Врешті-решт, через державне фінансування та державну підтримку, дві команди Другого дивізіону Гонконгу змогли задовольнити нові ліцензійні вимоги ліги і були підвищені, створивши загалом 9 команд на перший сезон. В ньому перемогу святкував клуб «Кітчі». Спочатку було запропоновано, що клуби не будуть вилітати протягом перших декількох сезонів, і що команди будуть продовжувати виходити до Прем'єр-ліги, поки не буде 12 клубів у дивізіоні.
У наступному сезоні «Істерн» зайняв перше місце, вигравши свій перший чемпіонат Гонконгу за 20 років. Вони також увійшли у історію, оскільки вони стали першою командою у світі, що виграла головний чоловічий титул під час тренування жіночого тренера Чжань Юаньдін.
У сезоні 2016/17 ліга розширилася до 11 команд, а переможцем знову став клуб «Кітчі», проте з сезону 2017/18 років ліга перейшла до десяти команд після того, як найуспішніший та провідний клуб Гонконгу «Саут Чайна» змушений був понизитись до Першого дивізіону, оскільки їм не вдалося знайти відповідні фінансові засоби, щоб тримати клуб у Прем'єр-лізі. 

## Призери
Для перегляду списку усіх чемпіонів Гонконгу див. статтю Список чемпіонів Гонконгу з футболу.
| Сезон   | Чемпіон                           | Віце-чемпіон                      | Третє місце                       | Найкращий бомбардир                                                            | Голів                             |
| ------- | --------------------------------- | --------------------------------- | --------------------------------- | ------------------------------------------------------------------------------ | --------------------------------- |
| 2014–15 | «Кітчі» (7)                       | «Істерн»                          | «Пегасус»                         | Джоване («Істерн»)                                                             | 17                                |
| 2015–16 | «Істерн» (5)                      | «Кітчі»                           | «Саут Чайна»                      | Адмір Адрович («Гонконг Пегасус») Джоване («Істерн»)                           | 10                                |
| 2016–17 | «Кітчі» (8)                       | «Істерн»                          | «Саутерн Дістрікт»                | Сандро («Кітчі»)                                                               | 21                                |
| 2017–18 | «Кітчі» (9)                       | «Тай По»                          | «Пегасус»                         | Лукас Сілва («Кітчі»)                                                          | 15                                |
| 2018–19 | «Тай По» (1)                      | «R&F»                             | «Саутерн Дістрікт»                | Маноло Бледа («Істерн») Лукас Сілва («Кітчі»)                                  | 12                                |
| 2019–20 | «Кітчі» (10)                      | «Істерн»                          | «R&F»                             | Серж Дебле («R&F») Ігор Сарторі («R&F»)                                        | 6                                 |
| 2020–21 | «Кітчі» (11)                      | «Істерн»                          | «Лі Мен»                          | Деян Дам'янович («Кітчі»)                                                      | 17                                |
| 2021–22 | Зупинений через пандемію COVID-19 | Зупинений через пандемію COVID-19 | Зупинений через пандемію COVID-19 | Зупинений через пандемію COVID-19                                              | Зупинений через пандемію COVID-19 |
| 2022–23 | «Кітчі» (12)                      | «Лі Мен»                          | «Рейнджерс»                       | Евертон Камарго («Лі Мен») Деян Дам'янович («Кітчі») Руслан Мінгазов («Кітчі») | 17                                |
| 2023–24 | «Лі Мен» (1)                      | «Тай По»                          | «Істерн»                          | Генрі Аніер («Лі Мен») Ноа Баффо («Істерн»)                                    | 17                                |